# جابلانیک
جابلانیک (به صربی: Jablanik) یک کوه در صربستان است که در Western Serbia واقع شده‌است. جابلانیک ۱٬۲۷۵ متر بالاتر از سطح دریا واقع شده‌است.